# Eustache le moine
 (avril 2015).
Pour les articles homonymes, voir Eustache.
Ne doit pas être confondu avec Saint Eustache.
Eustache Busket, dit Eustache le moine ou Le Moine Noir, né vers 1170 à Boulogne-sur-Mer, Pas-de-Calais, et mort le 24 août 1217 au large de Sandwich en Angleterre, est l'un des plus fameux pirates du début du XIIIe siècle, dans la grande tradition des hors-la-loi médiévaux.
Personnage hors du commun, redoutable et provocant, il apparut longtemps comme un bandit de grand chemin. Il se trouva mêlé au conflit entre les Capétiens et les Plantagenêts opposant alors Philippe Auguste et Jean sans Terre. Il prit parti tantôt pour l'un, tantôt pour l'autre. Vaincu et capturé par les Anglais lors de la bataille de Sandwich en 1217, il eut la tête tranchée.

## Biographie

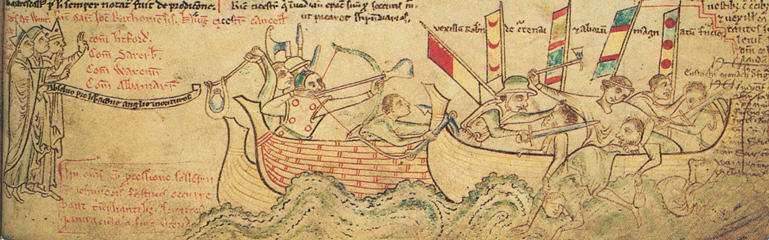
La fin d'Eustache le moine à la bataille de Sandwich en 1217.

Il est le plus jeune fils d'une noble famille de Boulogne, et devint moine bénédictin. En 1190, il quitte l'abbaye Saint-Wulmer de Samer pour venger son père, qui vient d'être assassiné. Selon sa légende, il part étudier la magie en Espagne et, à son retour, devient le sénéchal de Renaud de Dammartin, comte de Boulogne, à qui il réclame justice pour son père. Mais, quand Eustache perd son procès, ses terres et ses titres sont confisqués par le comte. Eustache rompt avec celui-ci et exerce sa vengeance contre le comte. Il écume alors la région de Boulogne et d'Hardelot, ravageant les domaines du comte, s'en prenant à sa garde ou volant ses chevaux, travesti sous de multiples déguisements.
Eustache le moine devient un pirate et un mercenaire, établissant des bases dans les îles de la Manche, plus précisément sur l'île de Sercq, et vendant les services de sa flotte au plus offrant. Il avait la réputation d'être redoutable et particulièrement efficace dans ses attaques.  Il impressionnait tellement que le peuple fit courir une rumeur selon laquelle il pouvait rendre ses navires invisibles lors des abordages. De 1205 à 1212, il se met au service du roi d'Angleterre et devient en quelque sorte l'amiral de la flotte de Jean sans Terre, tout en continuant ses actes de piraterie. Durant des années, il écumera les mers du Nord et rançonnera les navires qui passent à sa portée.
En 1212, son vieil ennemi, le comte Renaud prête hommage à Jean sans Terre. Eustache est contraint de quitter l'Angleterre. Il se tourne alors vers Philippe Auguste, roi de France et se met à son service. Cette même année, il lance un raid sur Folkestone, une petite ville côtière du Kent, en Angleterre.
Le 27 juillet 1214, Philippe Auguste remporte la bataille de Bouvines. Ayant réussi à ravir aux Plantagenêts la plus grande partie de leurs domaines continentaux, il songe à porter la guerre en Angleterre. Contre son adversaire, Jean sans Terre, il a obtenu l'appui du Pape Innocent III. La flotte et les troupes se concentrent à Boulogne. Par malheur pour le roi de France, Jean sans Terre se réconcilie soudainement avec le Souverain Pontife. L'expédition est décommandée.
En juin 1215, les barons anglais se révoltent contre Jean sans Terre, et offrent la couronne d'Angleterre au fils de Philippe Auguste, ce qui permet au roi de France de rêver à nouveau d'envahir l'Angleterre. Ce projet est confié au courageux pirate.
Eustache le moine se voit chargé d'établir une liaison maritime entre les insurgés et les troupes royales. Il lui faut prendre Douvres. Il fait alors construire un château fort flottant, hérissé de trébuchets et autres engins de guerre. Quand cette énorme masse s'avance au milieu des navires anglais, lançant des projectiles dans toutes les directions, la panique s'installe dans le camp ennemi.
Mais, en 1217, le tout jeune Henri III ayant succédé sur le trône d'Angleterre à son défunt père Jean sans Terre, une nouvelle tentative d'invasion de l'Angleterre se prépare.
En août 1217, pour aller débarquer des troupes en Angleterre, un convoi français quitte Calais, escorté par dix nefs de guerre sous les ordres d'Eustache le moine, avec pour objectif de rejoindre la Tamise. Le 24 août, près de Douvres, la flotte française se heurte à la flotte anglaise, supérieure en nombre. Au terme d'un combat sans pitié, lors de la bataille de South Foreland — également appelée bataille de Sandwich — la flotte anglaise détruit la flotte française. C'en est fini du rêve de Philippe Auguste. Eustache est capturé par les Anglais, qui le connaissent bien, et décapité sur le pont du navire. Sa tête est fichée au bout d'une pique et promenée en trophée dans tout le sud de l'Angleterre. Ainsi périt au combat le premier grand pirate de la côte d'Opale.

## Littérature médiévale et bande dessinée
Un trouvère anonyme du XIIIe siècle s'inspira de l'histoire d'Eustache pour composer Le Roman d'Eustache le moine, un poème historique fameux au Moyen Âge, que les Anglais, qui s'intéressent beaucoup à cette histoire, ont traduit en anglais moderne, et dont une nouvelle traduction française est parue en 2005.
En 1964, le Journal de Tintin publia une bande dessinée, sous le titre Eustache le moine, corsaire du roi, racontant l'histoire d'Eustache.
Il a également inspiré Eiichiro Oda pour son pirate « Eustass Kidd » dans le manga One Piece, et le célèbre dessinateur Hugo Pratt lui a emprunté son concept de mystérieux chef des pirates retranché dans une île de l'océan indien et qui se fait appeler « le Moine » dans La Ballade de la mer salée, la première aventure de Corto Maltese.
Dans le jeu vidéo sur mobile Assassin's Creed Pirates, l'un des personnages secondaires se nomme Eustache le Moine. Il est présenté comme quelqu'un ayant fait régner la terreur dans la Manche au XIIIe siècle.
Dans le jeu vidéo sur PC
Star Citizen, Eustache le Moine est un célèbre et émérite tireur et pilote de chasse. Reconnaissable à son fidèle Arrow et à sa P4, il est reconnu comme étant un redoutable adversaire.